# The Hanging Sun - Sole di mezzanotte
The Hanging Sun - Sole di mezzanotte (The Hanging Sun) è un film del 2022 diretto da Francesco Carrozzini.
La pellicola, presentata fuori concorso in occasione della 79ª Mostra internazionale d'arte cinematografica di Venezia, è l'adattamento cinematografico del romanzo di Jo Nesbø Sole di mezzanotte (2016).

## Trama
Contro il volere di suo padre e di suo fratello, John decide di non uccidere più e parte per il nord della Norvegia. Il padre decide quindi di mandare il fratello Michael a cercare John che ora vive in una comunità fortemente religiosa.

## Promozione
Il primo trailer del film è stato pubblicato il 31 agosto 2022.

## Distribuzione
La pellicola è stata scelta come film di chiusura della 79ª Mostra internazionale d'arte cinematografica di Venezia, dove è stata presentata il 10 settembre 2022. Il film è rimasto nelle sale il 12, 13 e 14 settembre 2022, in seguito è stato trasmesso il 12 dicembre dello stesso anno su Sky Cinema Uno.